# Wykrawanie
Wykrawanie (potocznie sztancowanie) – czynność introligatorska polegająca na wykrawaniu z arkusza (lub stosu arkuszy) papieru, kartonu, tektury lub innego podobnego podłoża pożądanego kształtu wyrobu papierniczego lub poligraficznego o różnych kształtach, których nie można uzyskać za pomocą zwykłego krojenia na gilotynie introligatorskiej; jest to również jedna z metod obróbki plastycznej.
Wykrawania dokonuje się za pomocą wykrojnika, którego roboczą częścią jest nóż o odpowiednio wyprofilowanym kształcie ostrza, który jest wtłaczany z dużą siłą na wylot prostopadle w podłoże na specjalnej maszynie zwanej tyglem introligatorskim lub tyglem sztancującym. Wykrawaniu może towarzyszyć w ramach tej samej czynności i za pomocą tego samego wykrojnika rowkowanie, czyli wygniatanie w podłożu linii o zaplanowanych kształtach.
Za pomocą wykrawania można zarówno nadawać wyrobom odpowiednie kształty zewnętrzne, jak i wykonywać w nich otwory.
Wykrawanie jest metodą wytwarzania takich wyrobów jak: składane opakowania kartonowe, kartki świąteczne o nietypowych kształtach, wielostronicowe kalendarze o kształtach kart dopasowanych do poszczególnych przedziałów czasowych, notesy telefoniczne z otworami odkrywające poszczególne litery itp.